# Ctibor Blattný
Ctibor Blattný (8. září 1897, Česká Skalice – 15. prosince 1978, Praha) byl český botanik a fytopatolog, básník a publicista.

## Život
Po ukončení studií na Vysoké škole zemědělského a lesního inženýrství v Praze odhalil původce choroby Peronospora na chmelu a nalezl proti němu ochranu. V roce 1924 nastoupil do Ústavu pro ochranu rostlin Státních výzkumných ústavů zemědělských v Praze a působil zde do roku 1947. V letech 1947–51 pracoval ve Výzkumném ústavu chmelařském v Žatci a následně v oddělení fytopatologie biologického ústavu ČSAV v Praze. Ústav experimentální botaniky ČSAV v Praze řídil v letech 1962–1968. Profesorem na Vysoké škole zemědělské v Praze se stal ve svých 70 letech, v roce 1967.

## Literární činnost
Kromě odborných knih a článků psal také hudební kritiky, fejetony a básně a roku 1927 napsal spolu s E. F. Burianem libreto k jeho opeře „Bubu z Montparnassu“.